# K-9 (televíziós sorozat)
A K-9 egy brit/ausztrál élőszereplős science fiction sorozat, a Doctor Who (Ki vagy, doki?) fiataloknak készült spin-off-ja, amelynek főszereplője egy K-9 nevű robotkutya. Az első epizódot 2009. október 31-én sugározta a Disney XD az Egyesült Királyságban és Írországban. A teljes évad 2010 áprilisában került adásba ugyanezen a csatornán és az ausztráliai Network Ten-en. Magyarországon a premier napja 2010. január 9 a Disney csatornán.

## Történet
A történet Gryffen professzorral kezdődik, aki a nem is olyan távoli jövőben él, és egy "Bukott angyal"-nak elkeresztelt űrhajó technikáját felhasználva egy berendezést készít, amivel képes uralni az időt, (csakúgy, mint a Doktor) de ekkor a felügyelő-robotok elől menekülő árva fiú, Starkey, és barátja, Jorie belépnek a kívülről leharcolt épületbe. Gryffen professzor azt tervezi, hogy a szerkezettel vissza hozza halott gyerekeit, és feleségét, de Starkey véletlenül rálép a vezetékekre, így mikor újraindul a gép, családja helyett Jixen harcosok (teknősszerű űrlények) jelennek meg. Amikor a gép harmadszorra is beindul, megjelenik a K-9 Mark I, aki észleli az embereket, és segít nekik, majd önmegsemmisítésbe kezd, így megsemmisíti szinte az összeset.
Starkey megtalálja K-9 regenerációs chipjét, ami újjá születik. A robot azonban nem emlékszik semmire, csak kevés dologra, nem tudja honnan jött, ki ő, és hogy mikor készült.
A kutyának tehát nincs más esélye, minthogy a múltban maradjon ifjú gazdájával, Starkeyval, aki megmentette.

## Szereplők
- K-9

K-9 egy robot kutya, aki régebben a Doktor nevű időutazót szolgálta. Új testet kapott mert az eredeti megsemmisült mikor Jixen harcosokkal harcolt. Kedves, és segítőkész zseni, de amnéziás, mert megsérült a memóriája. Képes lebegni, és néha rendkívül érzékeny.
- Starkey

Egy 14 éves árva fiú, aki a robot rendőrök elnyomása ellen harcol, magyarán vírusokat juttat rendszerükbe és körözött személy. Ő találja meg K-9 regenerációs programját és menti meg. Van egy sípja amit ha megfúj, K-9 időn és téren keresztül is felismer és segít neki.
Imádja a K-9-est és soha nem hagyja el.
- Jorjie

Fiatal, és lázadó lány, aki Starkey-val együtt szórakoznak a robot rendőrökkel. Az anyja Jorjie tudtán kívül a robot rendőrök egyik felettese.
- Darius

Darius egy otthontalan gyermek, akit Griffen professzor befogadott és munkát ajánlott neki. Van egy beszélő gépkocsija.
- Griffen professzor

Griffen egy laboratóriumban lakik, amit egy meg nem nevezett betegség miatt nem hagyhat el. Elvesztette családját, és évekig kísérletezett egy időgéppel, és már majdnem megmentette őket, amikor Starkeyék beléptek és véletlenül elrontották a gépet. Ő szokta frissíteni K-9 adatait, és ő szervizel.

## Utalások
- - A professzor egy idő gépet alkot, aminek működése néha problémával jár. A Doctor Who-ban a Doktor a TARDIS időgéppel utazik és megmenti a bajbajutottakat.
  - Gryffen professzor laborja, és otthona kívülről egy elhagyatott rendőr-kapitányságnak látszik, amit egy meg nem nevezett betegsége miatt nem hagyhat el.

A Doktor TARDIS-a egy rendőrségi telefon fülke alakjában járja az időt, és szimbiotikus kapcsolatban van a géppel, szükségük van egymásra, csakúgy mint itt.

## Eredet
A sorozat csak a robot kutya kalandjait mutatja be, de K-9 élete mögött több furcsa legenda kering, mint tudni lehet. A kis gép története akkor kezdődik, mikor a Doktor, a Doctor Who sci fi sorozat időutazó idegen főhőse elhozza őt az Úr 5000. évéből. A fém kutyus még egy ideig segít neki, később a Doktor elajándékozza egy jó barátjának, Sarah Jane Smithnek adja. Sarah Janeről és K-9-ről szóla  K-9 and Company spinn-off sorozat. Megjelenik még a Srah Jane Adventures spin off sorozat, ahol szinte állandóan egy veszélyes fekete lyukat őriz. Végül a nem is olyan távoli jövőben jelenik meg ebben a sorozatban de itt instabil teknősszerű időszörnyetegekkel együtt felrobban, majd egy benne talált tojás alakú regeneráció chippel fejlesztett formában születik újjá.

## Epizódok
| Premier    | N/o | Magyar cím               | Eredeti cím                      |  |
| ---------- | --- | ------------------------ | -------------------------------- |  |
|            |     |                          |                                  |  |
| Első évad  |     |                          |                                  |  |
|            |     |                          |                                  |  |
| 2010.02.06 | 01  | Regeneráció              | Regeneration (Part 1)            |  |
|            |     |                          |                                  |  |
| 2010.02.06 | 02  | Felszabadulás            | Liberation (Part 2)              |  |
|            |     |                          |                                  |  |
| 2010.02.13 | 03  | A Korven                 | The Korven                       |  |
|            |     |                          |                                  |  |
| 2010.02.20 | 04  |                          | The Bounty Hunter                |  |
|            |     |                          |                                  |  |
| 2010.02.27 | 05  | Ceres szirénei           | Sirens of Ceres                  |  |
|            |     |                          |                                  |  |
|            | 06  | Maga a félelem           | Fear Itself                      |  |
|            |     |                          |                                  |  |
|            | 07  | Gryffen házának bukása   | The Fall of The House of Gryffen |  |
|            |     |                          |                                  |  |
|            | 08  |                          | Jaws of Orthrus                  |  |
|            |     |                          |                                  |  |
|            | 09  | Álomrablók               | Dreameaters                      |  |
|            |     |                          |                                  |  |
|            | 10  | Anubisz átka             | The Curse of Anubis              |  |
|            |     |                          |                                  |  |
|            | 11  | Az Oroborus              | Oroborus                         |  |
|            |     |                          |                                  |  |
|            | 12  |                          | Alien Avatar                     |  |
|            |     |                          |                                  |  |
|            | 13  |                          | Aeolian                          |  |
|            |     |                          |                                  |  |
|            | 14  |                          | The Last Oak Tree                |  |
|            |     |                          |                                  |  |
|            | 15  | Fekete éhség             | Black Hunger                     |  |
|            |     |                          |                                  |  |
|            | 16  | A Cambridge-i kém        | The Cambridge Spy                |  |
|            |     |                          |                                  |  |
|            | 17  | Ukko elveszett könyvtára | Lost Library of Ukko             |  |
|            |     |                          |                                  |  |
|            | 18  |                          | Mutant Copper (Part 1)           |  |
|            |     |                          |                                  |  |
|            | 19  |                          | The Custodians (Part 1)          |  |
|            |     |                          |                                  |  |
|            | 20  |                          | Taphony and the Time Loop        |  |
|            |     |                          |                                  |  |
|            | 21  |                          | Robot Gladiators                 |  |
|            |     |                          |                                  |  |
|            | 22  |                          | Mind Snap                        |  |
|            |     |                          |                                  |  |
|            | 23  |                          | Angel of the North               |  |
|            |     |                          |                                  |  |
|            | 24  |                          | The Last Precinct                |  |
|            |     |                          |                                  |  |
|            | 25  |                          | Hound of the Korven (Part 1)     |  |
|            |     |                          |                                  |  |
|            | 26  |                          | Eclipse of the Korven (Part 2)   |  |
|            |     |                          |                                  |  |

## Más országokban
| Ország                                                               | Csatorna                               | Első vetítés                                                      |
| -------------------------------------------------------------------- | -------------------------------------- | ----------------------------------------------------------------- |
| Egyesült Királyság · Írország                                        | Disney XD (EK és Írország)             | 2009 október 31. (az első epizód) 2010 április 3. (az egész évad) |
| Dánia · Norvégia · Finnország · Svédország                           | Disney XD Skandinávia                  | 2010 január 11.                                                   |
| Lengyelország                                                        | Disney XD Lengyelország                | 2010 február 6.                                                   |
| Bulgária · Románia · Moldova · Szlovákia · Csehország · Magyarország | Disney Channel (Közép és Kelet-Európa) | 2010 február 6. (dupla epizód)                                    |
| Ausztrália                                                           | Network Ten                            | 2010 április 3.                                                   |

## Fordítás
- Ez a szócikk részben vagy egészben  a   K-9 című lengyel Wikipédia-szócikk fordításán alapul.  Az eredeti cikk szerkesztőit annak laptörténete sorolja fel. Ez a jelzés csupán a megfogalmazás eredetét és a szerzői jogokat jelzi, nem szolgál a cikkben szereplő információk forrásmegjelöléseként.